# Панова, Елена Александровна (легкоатлетка)
Еле́на Алекса́ндровна Пано́ва (род. 2 марта 1987, Кольчугино, Владимирская область) — российская легкоатлетка, специалистка по метанию диска. Выступает за сборную России по лёгкой атлетике с 2013 года, обладательница серебряной медали Универсиады в Казани, многократная победительница и призёрша первенств национального значения, участница чемпионата мира в Пекине. Представляет Москву и Владимирскую область. 

## Биография
Елена Панова родилась 2 марта 1987 года в городе Кольчугино Владимирской области. Впоследствии проживала во Владимире.
Начала заниматься лёгкой атлетикой под руководством тренера С. В. Охапкина, позже была подопечной С. В. Котова и О. В. Диаздинова. Окончила Московскую государственную академию физической культуры. Состояла в МГФСО и ЦСКА.
Впервые заявила о себе в метании диска на взрослом всероссийском уровне в сезоне 2012 года, став четвёртой на зимнем чемпионате России по длинным метаниям в Адлере (после дисквалификации Дарьи Пищальниковой переместилась в итоговом протоколе на третью позицию).
В 2013 году на зимнем чемпионате России по длинным метаниям в Адлере стала серебряной призёршей, уступив только Екатерине Строковой. Будучи студенткой, выступила на домашней Универсиаде в Казани, откуда привезла награду серебряного достоинства — здесь её превзошла соотечественница Вера Ганеева.
На зимнем чемпионате России по длинным метаниям 2015 года в Адлере вновь получила серебро, снова проиграв Строковой, тогда как на летнем чемпионате России в Чебоксарах с результатом 63,22 метра взяла верх над всеми соперницами и завоевала золотую медаль. Попав в основной состав российской национальной сборной, удостоилась права защищать честь страны на чемпионате мира в Пекине — в итоге показала здесь результат 60,21 метра, не сумев преодолеть предварительный квалификационный этап.
В 2016 году была второй на зимнем чемпионате России по длинным метаниям в Адлере (после Ганеевой) и на летнем чемпионате России в Чебоксарах (после Строковой). Рассматривалась в качестве кандидатки на участие в летних Олимпийских играх в Рио-де-Жанейро, однако в связи с отстранением Всероссийской федерации лёгкой атлетики в конечном счёте лишилась возможности поучаствовать в этих Играх, а также в других последующих международных соревнованиях.
В 2017 году одержала победу на зимнем чемпионате России по длинным метаниям в Адлере и на летнем чемпионате России в Жуковском. По итогам сезона была удостоена почётного звания «Мастер спорта России международного класса».
На чемпионате России 2018 года в Казани вновь превзошла всех соперниц и получила золото.
В 2019 году на чемпионате России в Чебоксарах стала бронзовой призёршей в метании диска.
В 2022 году перепроверка её допинг-пробы, сданной в мае 2015 года, показала наличие запрещённого вещества — в результате спортсменку дисквалифицировали, а все результаты, показанные с даты взятия пробы, аннулировали. Также в 2023 году её лишили звания мастера спорта России международного класса.